# Jugozapadni plateau jezici
Jugozapadni plateau jezici, naziv za podskupinu zapadnih plateau jezika raširenih u Nigeriji. Grana se na dva ogranka imenovana s A i B. Predstavnici su:
A (11)
- Bu [jid], 6.000 (1999 R. Blench); prije je klasificiran ninzijskoj podskupini. Ne smije se brkati s beboid jezikom bu ili Mundabli [boe]
- Che [ruk], 100.000 (Blench 2003).
- Kamantan [kci], 10.000 (Barrett 1972); isprva je klasificiran u jaba, a kasnije u ninzijske jezike.
- Kaningkom-Nindem ili kaningdon-nindem [kdp], 12.000 (2008).
- kanufi [kni], 10.400 (2000); prije je klasificiran ninzijskoj podskupini
- Iako [mda], 100.000 (1993 SIL); prije je klasificiran ninzijskoj podskupini
- ningye [nns], 3.990 (2000).
- ninzo prije nazivan ninzam [nin], 35.000 (1973 SIL).
- Numana-Nunku-Gbantu-Numbu prije nazivan Numana-Nunku-Gwantu-Numbu [nbr], 30.000 (Blench 2003).
- Nungu [rin], 50.000 (1999); prije je klasificiran ninzijskoj podskupini
- Vaghat-Ya-Bijim-Legeri ili kwanka [bij], 20.000 (2003).

B (3)
- Ake [aik], 3.000 (1999 R. Blench).
- Eggon [ego], 140.000 (1990).
- hasha il iyashi [ybj], 3,000 (1999 R. Blench).